# John van Dreelen
John van Dreelen (Amsterdam, 5 mei 1922 – Cap d'Agde, 4 september 1992), geboortenaam Jacques Theodore van Drielen Gimberg  (tot 1950 optredend als Jack Gimberg) was een Nederlands-Amerikaans acteur die in de Verenigde Staten zeer succesvol was als gastacteur in meer dan 100 populaire televisieseries en -films. Daarnaast speelde hij ook regelmatig in bioscoopfilms (onder andere in Topaz van Alfred Hitchcock en met Marlon Brando in The Formula). Na zijn rol in de oorlogsfilm Von Ryan's Express, waarin hij het door Frank Sinatra vertolkte personage Ryan doodschoot, stond hij in Hollywood bekend als The man who shot Sinatra. Hij werd in de Verenigde Staten genaturaliseerd onder zijn Amerikaanse artiestennaam John Van Dreelen. In Nederland en Duitsland werd zijn naam veelal gespeld als John van Dreelen.

## Jonge jaren
Van Dreelen was de zoon van de Haagse acteur/regisseur Louis Gimberg en Josine Elise Labouchere. Zijn vader besloot later om de achternaam van zijn moeder (Adriana C.J.) van Drielen voor zijn achternaam te zetten. Hij kwam bij het Haagse Residentie Toneel waar al op 19-jarige leeftijd debuteerde. In juni 1944 werd hij geïnterneerd in een Duits werkkamp in de buurt van Papenburg. Hij wist te ontsnappen, naar eigen zeggen door zich te vermommen als een Duits officier (een rol die hij later in veel series en films opnieuw zou spelen).

## Vertrek naar Londen
In 1950 sloot Van Dreelen zich, op invitatie van Laurence Olivier, aan bij de Britse theaterproductie Daphne Laureola die door Engeland ging toeren en ook New York aandeed. Van Dreelen wilde daar blijven om er een Amerikaanse carrière op te bouwen, maar hij kreeg geen verblijfsvergunning. Terug in Europa werkte hij mee aan hoorspelen, speelde hij de echtgenoot van Audrey Hepburn's personage in de film Monte Carlo Baby en had hij een klein rolletje in het WOII-drama A Time to Love and a Time to Die. De regisseur daarvan, Douglas Sirk, bemiddelde voor hem bij het verkrijgen van een Amerikaanse verblijfs- en werkvergunning.

## Amerikaanse carrière

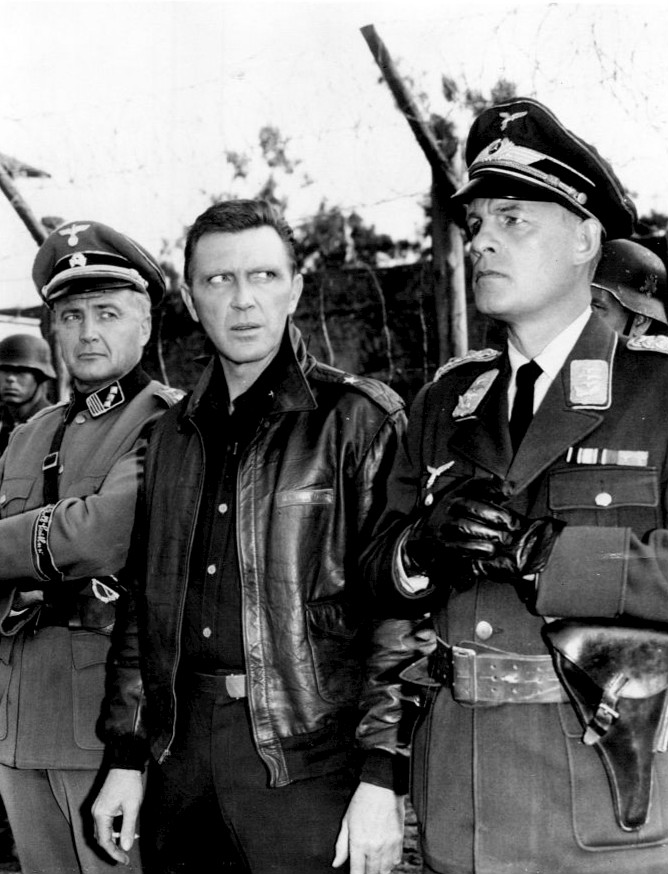
Van Dreelen (l.) in de tv-serie Twelve O'Clock High

In 1959 begon Van Dreelens Amerikaanse carrière die bijna een kwart eeuw zou duren. Hij speelde rollen in vrijwel elke populaire televisieserie uit die tijd. In de jaren 60: The Man from U.N.C.L.E., Rawhide, Gunsmoke, Mission: Impossible en Perry Mason. In de jaren 70: Ironside, The Six Million Dollar Man en Charlie's Angels. In de jaren 80: Airwolf, Knight Rider, Dynasty en Falcon Crest.

## Nederlandse rollen
Van Dreelen speelde tussendoor nog regelmatig in Nederlandse producties. In 1970 verwierf hij hier grote bekendheid door zijn rol in de televisieserie De kleine zielen, gebaseerd op Louis Couperus' De boeken der kleine zielen.
In 1975 was hij te zien als tegenspeler van Rijk de Gooijer in de speelfilm Rufus.
In 1987 speelde hij in drie Nederlandse speelfilms, waaronder Zoeken naar Eileen van Rudolf van den Berg en Odyssée d'Amour van Pim de la Parra.

## Succes en teleurstelling
Zeer vaak speelde Van Dreelen, met een aangezet Nederlands accent, schurkenrollen. Maar zijn grootste succes was de rol van de dappere kapitein Von Trapp in de tweede Amerikaanse musicaltournee van The Sound of Music. Het leverde hem, gaf Van Dreelen later toe, ook de grootste teleurstelling uit zijn carrière op toen niet hij maar Christopher Plummer voor dezelfde rol in de succesvolle verfilming werd aangewezen.